# BOSS Great Wall
BOSS Great Wall (traducibile in italiano: "Grande Muraglia BOSS") è un grande filamento di galassie scoperto nel 2016 utilizzando il Baryon Oscillation Spectroscopic Survey (da cui l'acronimo BOSS) dello Sloan Digital Sky Survey. Lo scopo delle osservazioni era quello di rilevare la presenza di superammassi di galassie con redshift di z compreso tra 0,43 e 0,7.
BOSS Great Wall ha un redshift di z ~ 0,47 che corrisponde ad una distanza percorsa dalla luce di circa 4,872 miliardi di anni luce (distanza comovente: 5,897 miliardi di anni luce). Tali distanze sono da considerarsi medie in quanto lo sviluppo completo del filamento copre una lunghezza di circa 1 miliardo di anni luce, e pertanto la distanza (light travel time) della struttura deve essere considerata compresa tra 4,5 e 6,4 miliardi di anni luce.
La gran parte del BOSS Great Wall è costituita da 4 superammassi di galassie contrassegnati con le lettere A, B, C e D, che nel loro complesso sono formati da 830 galassie, con una massa totale di 2 × 1017 masse solari. I 4 superammassi hanno ciascuno un diametro compreso tra circa 64 e 186 Megaparsec (Mpc).
BOSS Great Wall ha dimensioni che possono competere, anche se risultano inferiori, con quelle dello Sloan Great Wall ma ha un volume totale certamente superiore. Si stima un volume complessivo di 2,4 × 105 Mpc3, di cui 1,7 x 105 Mpc3 sono costituiti solo dai 4 superammassi di galassie.
BOSS Great Wall è stato scoperto da un gruppo di scienziati di vari paesi (H. Lietzen, E. Tempel , LJ Liivamägi , A. Montero-Dorta, M. Einasto , A. Streblyanska, C. Maraston , JA Rubiño-Martin e E. Saar) e lo studio è stato pubblicato sulla rivista Astronomy & Astrophysics.

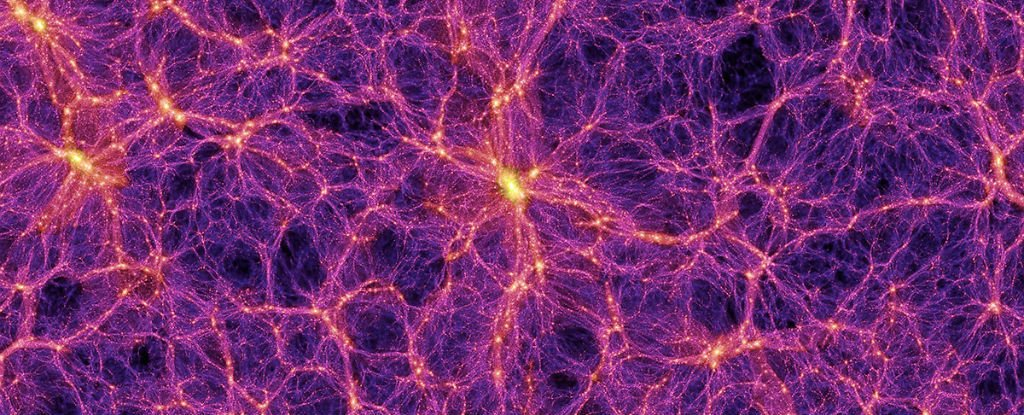
Rappresentazione di un sistema di superammassi come il BOSS Great Wall

| ID Superammasso | Numero galassie | Diametro ammasso (Mpc) | Volume ammasso (Mpc3) |
| --------------- | --------------- | ---------------------- | --------------------- |
| A               | 255             | 186,1                  | 67500                 |
| B               | 303             | 172,9                  | 70848                 |
| C               | 73              | 63,8                   | 19008                 |
| D               | 71              | 90,6                   | 13635                 |
| totale          | 830             | 271,1 (*)              | 241029 (*)            |

(*) valori medi